# Martirio di sant'Alessandro (Salmeggia)
Il Martirio di sant'Alessandro è un dipinto olio su tela, realizzato da Enea Salmeggia nel 1623 e conservato sulla parete semicircolare del coro della basilica di Sant'Alessandro in Colonna di Bergamo. La basilica fu edificata sul luogo del martirio del santo titolare, e la tela fu commissionata come la più importante pittura della chiesa.

## Storia e descrizione
(Andrea Pasta 1775)
Il maestoso dipinto è il lavoro più grande realizzato dall'artista nembrese, diventando uno dei momenti fondamentali della sua attività pittorica e testimonia la sua riconosciuta importanza come artista cittadino sia dai committenti che dai critici dell'arte. 
Fu commissionato dai rettori della basilica il 15 settembre 1621, con l'impegno d'essere ultimato nel 1623 per la festa del Corpus Domini. In primo piano, sul lato sinistro, vi è raffigurata una colonna spezzata dove siede uno dei tanti testimoni dell'evento drammatico, e conserva la data e la firma dell'autore: “AENESAS SALMETIA|F. MDCXXIII”.

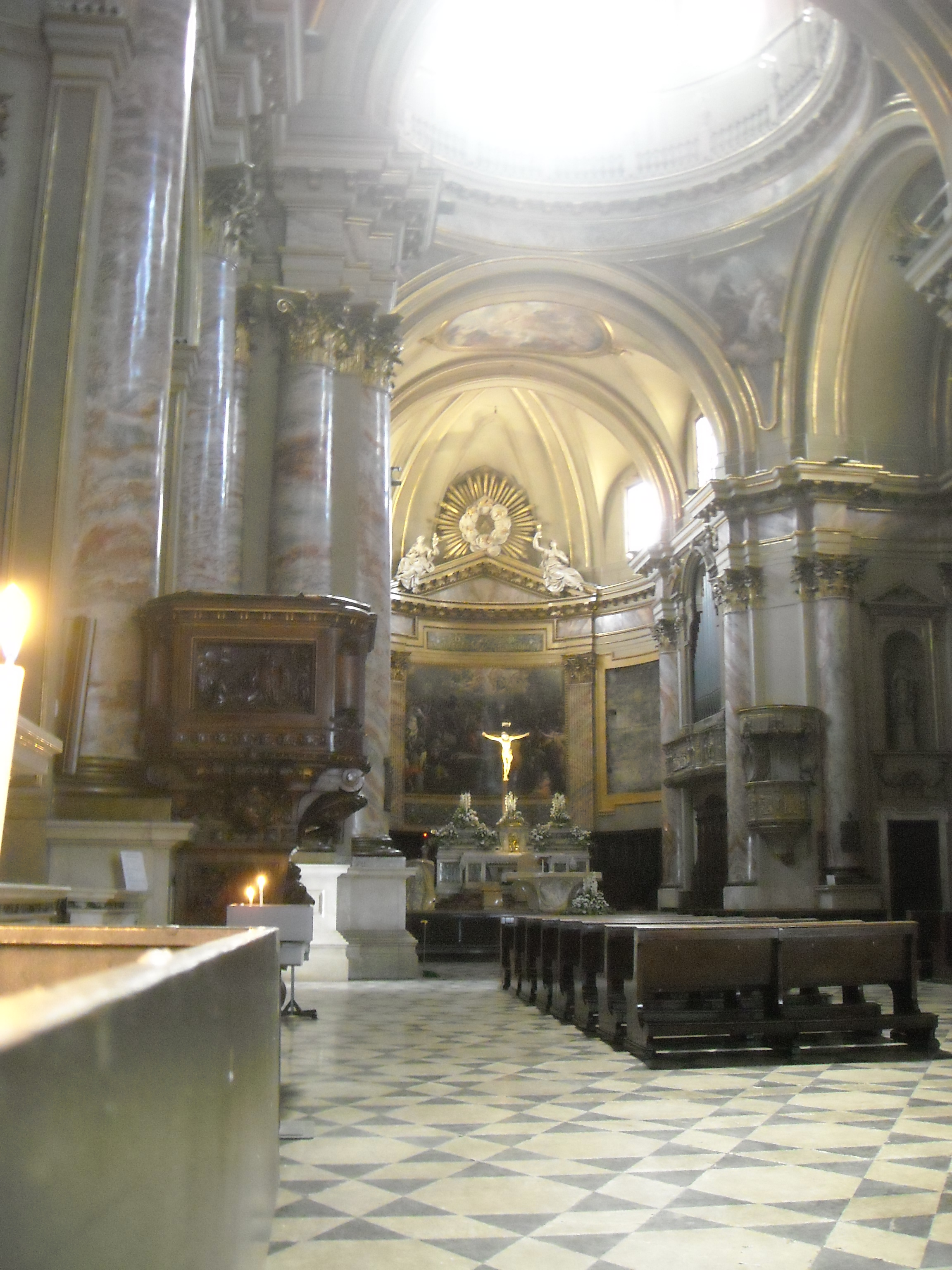
Presbiterio di Sant'alessandro in colonna

L'opera fu oggetto di un accurato restauro a opera del restauratore Antonio Zaccaria con il controllo di Amalia Daffra responsabile della Soprintendenza per i beni storici artistici ed etnoantropologici di Milano.
La composizione ruotante presenta quattro gruppi distinti di personaggi, inseriti con un calcolo preciso secondo i riferimenti simmetrici, che rispetto all'asse verticale dove è posta la figura del carnefice è disciplinato dalla linee diagonali pone su due ordini diversi i raffigurati. Centrale è proprio la scena del martirio dove il protagonista non è il santo martire ma il carnefice. Proprio in questa sua rotazione delle figure e degli eventi, il dipinto presenta assonanze con il Tintoretto nella Crocifissione.
Presenta forse troppe citazioni, il ripetersi di lavori che il Salmeggia aveva già realizzato, portando ad appesantire l'opera in una macchina compositiva che richiama le raffigurazioni dei sacri monti, riprendendo il manierismo del tardo Cinquecento con le piante elaborate con la polarizzazione tra il devozionale e il realismo. Il Tassi riteneva che vi fosse, tra i tanti personaggi anche la raffigurazione dell'autore, anche se questo non ha mai trovato conferma ed è forse solo tradizione popolare: 
(Francesco Tassi-Vita de'pittori, scultori e architetti bergamschi)
L'autoritratto del Salmeggia potrebbe invece essere il terzo personaggio a destra con lo sguardo rivolto verso l'osservatore.
L'opera di grande effetto, non risulta che abbia avuto un grande lavoro di preparazione con bozzetti, in particolare è rimasta una Donna con la mano aperta sul petto e uno studio di cavaliere che dovrebbe essere riferibile al personaggio posto a destra che regge il gonfalone, conservati presso la Biblioteca Ambrosiana di Milano, che dovrebbe essere riferita al personaggio femminile posto dietro il santo a sinistra, e alcuni disegni conservati in accademia Carrara che sarebbero riconducibili al carnefice.
Vi era collaborazione tra gli amministratori della chiesa e il Salmeggia, infatti vi sono altri dipinti dell'artista: Cardinale Cornaro benedice la prima pietra della basilica di Sant'Alessandro in Colonna, disegno realizzato per la gara d'appalto della monumentale scena del martirio, Trasfigurazione di Cristo, Visita della Vergine a santa Elisabetta e la Trinità.